# Antoni Rosikoń
Antoni Rosikoń (ur. 10 czerwca 1907 w Gródkowie Siewierskim, zm. 17 sierpnia 2013 w Mysłowicach) – prof. dr inżynier budowy dróg i mostów, specjalista z zakresu szkód górniczych w infrastrukturze kolejowej, odznaczony Krzyżem Komandorskim Orderu Odrodzenia Polski. W chwili śmierci był najstarszym żyjącym profesorem w Polsce.

## Wczesne lata
Pochodził z rodziny kolejarskiej. Był synem Wojciecha, pracownika kolei i Heleny z domu Nikodem. Jego ojciec obsługiwał przejazd na linii Ząbkowice - Grodziec. Uczęszczał do częstochowskiego gimnazjum Szudejki, a maturę zdał w 1925 r. w Gimnazjum Państwowym im. Romualda Traugutta w Częstochowie.
Inżynierem dróg i mostów został w 1932, ukończył wówczas studia na Wydziale Inżynierii Lądowej Politechnice Warszawskiej (tematem jego pracy był projekt linii kolejowej Łódź - Sieradz, obronił ją 15 stycznia 1932, promotorem był prof. Aleksander Wasiutyński). Jeszcze jako student pracował przy budowie kolei wąskotorowej Klemensów - Wysokie i linii średnicowej w Warszawie. W 1931 został zatrudniony w Polskich Kolejach Państwowych.
Początkowo pracował na stacji w Tarnowskich Górach. W tym czasie prowadził badania nad sposobami zabezpieczania obiektów infrastrukturalnych przed efektami eksploatacji górniczej. Skonstruował także aparat do pomiarów nierówności toku szynowego, a w 1932 opatentował tzw. hamulec sankowy, który podtrzymywał całe grupy wagonów, stojące na torach rozrządowych i oczekujące na przetoczenie ich na tory wyjazdowe. Nieco później Rosikoń został naczelnikiem obwodu Cieszyn - Zachód.

W 1935 roku wyjeżdża na wystawę 100-lecia kolei niemieckich w Norymberdze, gdzie był wystawiany jako prototyp wagon pomiarowy do takiego samego pomiaru diagnostycznego nawierzchni. Prezentowano go zwiedzającym jako najnowsze osiągnięcie. Młody polski inżynier A. Rosikoń wskazuje na istotny błąd w konstrukcji aparatu pomiarowego - brak resorów w trójosiowym wózku. Pokazuje fotografie własnego aparatu. Wzbudził tym u wystawców duże uznanie (dla polskiej myśli technicznej). Podano mu specjalną księgę gości honorowych wystawy, aby i on złożył tam swój podpis. Był z tego bardzo dumny, a wszystko to wplatało się w coraz bardziej napiętą sytuację polityczną końca okresu międzywojennego.

## II wojna światowa
1 stycznia 1939 jednym z jego zadań było włączenie torów zajętego przez wojska polskie Zaolzia do polskiego systemu kolejowego. Po wybuchu II wojny światowej i wkroczeniu wojsk niemieckich do Polski, Rosikoń kierował pociągiem ewakuacyjnym, wywożącym kolejarzy z terenów zajętych przez Wehrmacht. Własnoręcznie wywiózł plany mobilizacyjne, które przechowywał w azbestowym worku. Transport zakończył swą drogę w Rawie Ruskiej. 17 września 1939 Rosikoń znalazł się we Włodzimierzu Wołyńskim. Później trafił do Kielc i Choronia (rodzinnej wsi jego ojca). Następnie pracował na budowie kopalni rud w Żarkach, gdzie m.in. zajmował się konstrukcją prażalników do rudy. Wkrótce Niemcy awansowali go do zarządu kopalni, prowadził także biuro inwestycyjne przedsiębiorstwa. Jak wspomina Rosikoń: 

Biuro było dobrą przykrywką dla ludzi z konspiracji. Pracował u mnie "Bas" Baczyński, przyszły dowódca partyzantów w Złotym Potoku. Dla mnie jednak równie ważne było udowodnienie, że polski inżynier nie jest gorszy od niemieckiego.

 W tym czasie opracował innowacyjną metodę podwyższania jakości betonu. Pod koniec wojny pracował przy budowie kopalni w okolicach Częstochowy.

## Praca w PKP i kariera naukowa
Tuż po zakończeniu wojny rozpoczął pracę w nowo utworzonej Dyrekcji Okręgu PKP w Katowicach. Na początku lutego 1945, tuż po przejęciu polskiej administracji nad Katowicami, pilotował pierwszy pociąg z węglem kamiennym z województwa śląskiego  w kierunku Warszawy. Kilka tygodni później pilotował pierwszy pociąg osobowy relacji Katowice – Warszawa. W DO PKP w Katowicach inż. A. Rosikoń był odpowiedzialny za utrzymanie torów kolejowych: 

Kolejne trudne zadanie. Polska dyrekcja pracowała w cieniu sowieckiej Dyrekcji Wojennej. Rosjanie zaś zainteresowani byli zmienianiem torów z normalnego na szeroki rozstaw. Dotyczyło to nie tylko głównych magistrali. Przerabiano także bocznicę, by łatwiej było wywozić z Polski węgiel i kompletne wyposażenia zakładów przemysłowych. (...) Z uśmiechem dziś pan Rosikoń wspomina "partyzanckie" działania. Rosjanie przekuwali tory na szersze, on ze swoją ekipą "wkładał" w ten szeroki tor dodatkową szynę.

W maju 1945 rozpoczął prowadzenie zajęć w Śląskich Technicznych Zakładach Naukowych w Katowicach, a we wrześniu tego roku w Wyższej Szkole Inżynierskiej w Katowicach. Praktykę tę prowadził do 1948, gdy powrócił do pracy na kolei. Zajmował się m.in. elektryfikacją linii kolejowej Częstochowa - Katowice. W 1958 pod kierownictwem inż. Rosikonia po raz pierwszy przesunięto na szynach cały budynek - była to nastawnia na stacji w Strzemieszycach. Własnym kosztem zbudował własne laboratorium do standardowych badań fizycznych i mechanicznych cech gruntu, zbudował prototypowy wielkowymiarowy aparat do badania wpływu odkształceń poziomych podłoża górniczego na rozkład naprężeń kontaktowych pod ławą fundamentową, odegrał wiodącą rolę w projektowaniu i nadzorze nad budową dużej stacji rozrządowej Niedobczyce.
Od 1961, już jako dyrektor Biura Projektów Kolejowych w Katowicach, zajmował się opracowaniem koncepcji komunikacyjnych dla Rybnickiego Okręgu Węglowego. We wrześniu 1964 obronił pracę doktorską (Wpływ odkształceń podłoża na rozkład naprężeń normalnych i stycznych w podstawie sztywnej ławy fundamentowej leżącej na podłożu sypkim, jej promotorem był prof. Franciszek Wasilkowski). W 1967 roku trafił na Politechnikę Śląską, gdzie stworzył Katedrę Budowy Kolei. Antoni Rosikoń był pracownikiem Katedry Transportu Przemysłowego. Senat uczelni wystąpił w 1975 o nadanie nauczycielowi akademickiemu tytułu profesora nadzwyczajnego. Jednak minister nauki, szkolnictwa wyższego i techniki Sylwester Kaliski zadecydował, że nie można nadać takiego tytułu osobie tuż przed emeryturą. W 1976 dr inż. Rosikoń został Dyrektorem Instytutu Dróg i Mostów na Wydziale Budownictwa Politechniki Śląskiej ze stanowiskiem profesora kontraktowego. W 1977 Rosikoń przeszedł na emeryturę ze stopniem doktora inżyniera, choć wykłady prowadził do 1982. W 1982 Politechnika Śląska wystąpiła ponownie z wnioskiem o nadanie dr. inż. Rosikoniowi tytułu profesora. Nie został on jednak rozpatrzony pozytywnie przez ministerstwo ds. szkolnictwa wyższego - stwierdzono, że nie ma sensu nadawanie tytułu naukowego osobie na emeryturze. Później zatrudnił się w firmie zajmującej się inwestycjami kolejowymi, m.in. kierował pracami budowlanymi przy konstrukcji nastawni w Zabrzu. Przez ponad 20 lat był zastępcą dyrektora ds. technicznych Zakładu Nowych Technologii i Wdrożeń firmy Gomex, następnie Polon, a potem Armex.
W 2000 rektor Politechniki Śląskiej złożył wniosek do Centralnej Komisji ds. Tytułu Naukowego i Stopni Naukowych w sprawie dr. inż. Antoniego Rosikonia. Tym razem spotkała się ona z aprobatą. Tytuł profesora nauk technicznych został przyznany A. Rosikoniowi przez prezydenta RP Aleksandra Kwaśniewskiego 6 kwietnia 2001.
Pracował wspólnie z PKP Polskie Linie Kolejowe nad dokumentem pt. Wytyczne projektowania i budowy obiektów mostowych na terenach górniczych.

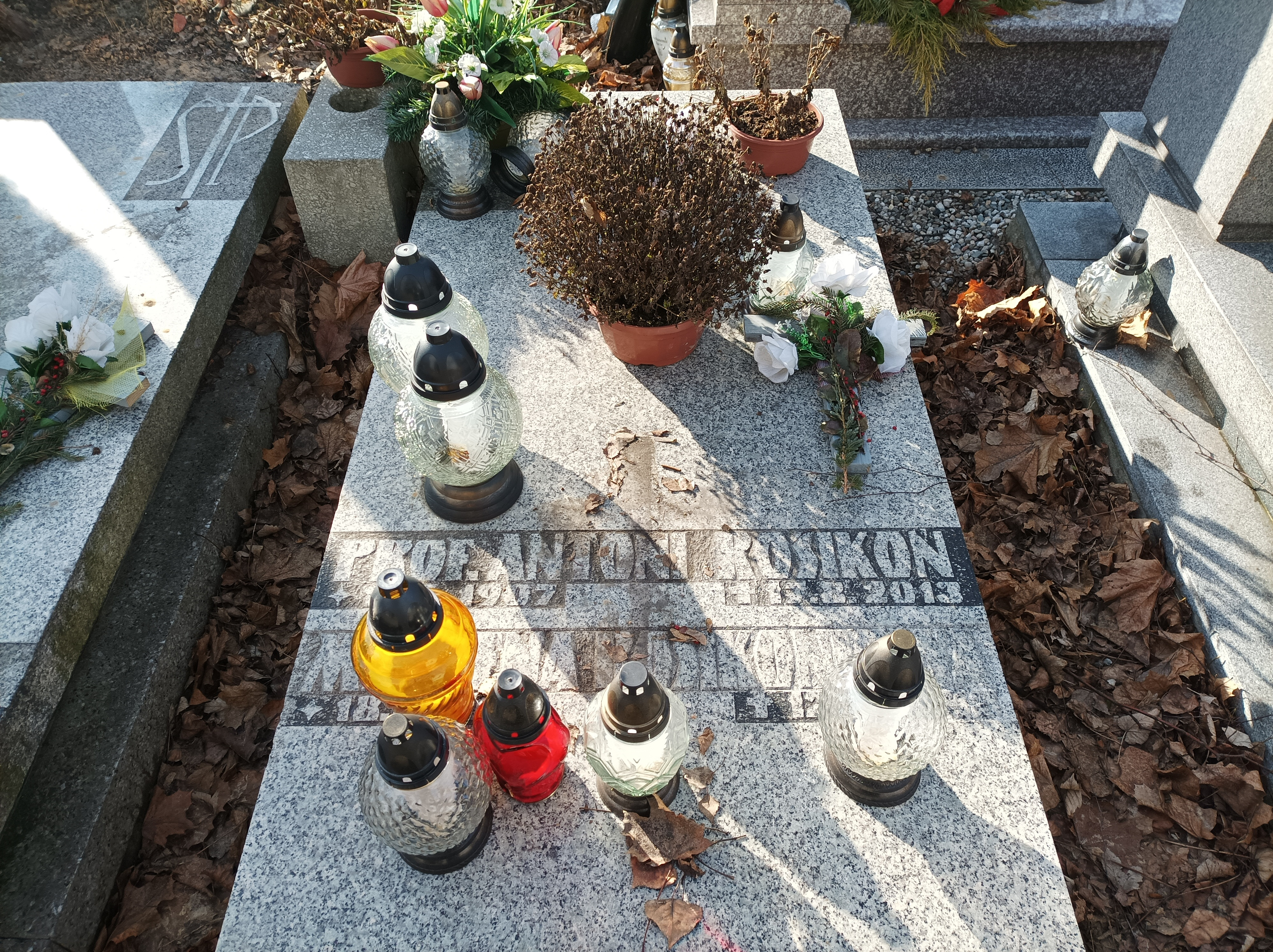
Grób prof. Antoniego Rosikonia na cmentarzu przy ul. Sienkiewicza w Katowicach

## Odznaczenia
- Srebrny Krzyż Zasługi (1948)[9]
- Złoty Krzyż Zasługi (1954)[10]
- Medal 10-lecia Polski Ludowej (1954)[11]
- Krzyż Komandorski Orderu Odrodzenia Polski (2008)[12]

## Publikacje
- Wytyczne projektowania mostów i wiaduktów na terenach eksploatacji górniczej (1977)
- Budownictwo komunikacyjne na terenach objętych szkodami górniczymi (1979) - książka wyróżniona nagrodą Polskiej Akademii Nauk, Wydział IV, jako podręcznik unikatowy[3]
- O obrotach przęseł i mostów (2007)